# Roland Tralmer
Roland Tralmer (* 5. März 1967 in Balingen) ist ein deutscher Politiker (CDU). Er ist seit 2023 Oberbürgermeister von Albstadt.

## Leben
Tralmer wuchs in Ebingen auf. Dort besuchte er von 1973 bis 1977 die Grundschule Schalksburgschule. 1986 legte er das Abitur am Gymnasium Ebingen ab. Von 1986 bis 1987 leistete er Wehrdienst bei der Luftwaffe. Anschließend studierte er Rechtswissenschaft an der Eberhard Karls Universität Tübingen. 1993 legte er das erste juristische Staatsexamen ab. Von 1993 bis 1995 absolvierte er das Rechtsreferendariat im Landgerichtsbezirk Hechingen, unter anderem beim Amtsgericht Sigmaringen, bei der Staatsanwaltschaft Hechingen und beim Landratsamt des Zollernalbkreises. 1995 legte er das zweite juristische Staatsexamen ab. Daraufhin war er bis 2001 als angestellter Rechtsanwalt tätig. Seit 2001 führt er seine eigene Kanzlei mit den Schwerpunkten Arbeits- und Familienrecht, Verwaltungsrecht und der Betreuung mittelständischer Betriebe.

## Politik
Tralmer trat 1984 der Jungen Union und 1986 der CDU bei. Er war von 1989 bis 1995 Kreisvorsitzender der JU im Zollernalbkreis, von 1995 bis 1998 Mitglied des Landesvorstands der JU Baden-Württemberg, von 1997 bis 1998 stellvertretender Landesvorsitzender der JU Baden-Württemberg und von 1998 bis 2000 Bezirksvorsitzender der JU Württemberg-Hohenzollern. Von 1999 bis 2004 war er erstmals Mitglied des Gemeinderats von Albstadt. Seit 2009 ist er Mitglied des CDU-Stadtverbands Albstadt. Von 2014 bis zu seiner Wahl zum Oberbürgermeister 2023 war er erneut Mitglied des Gemeinderats von Albstadt sowie Vorsitzender der dortigen CDU-Fraktion. Bei den Landtagswahlen 2016 und 2021 war er Zweitkandidat von Nicole Hoffmeister-Kraut im Landtagswahlkreis Balingen. Seit 2019 ist er Mitglied des Kreistags des Zollernalbkreis.
Tralmer kandidierte 2023 bei der Wahl zum Oberbürgermeister in Albstadt für die Nachfolge Klaus Konzelmanns (Freie Wähler). Beim ersten Wahlgang am 5. März 2023 erhielt er 42,6 Prozent der Stimmen. Bei der Neuwahl am 19. März 2023 erhielt er 44,4 Prozent der Stimmen und wurde somit mit relativer Mehrheit zum Bürgermeister gewählt. Er trat das Amt am 1. Juni 2023 an.